# Polizeiruf 110: Mama kommt bald wieder
Mama kommt bald wieder ist ein deutscher Kriminalfilm von Jürgen Bretzinger aus dem Jahr 2003. Es ist die 251. Folge innerhalb der Filmreihe Polizeiruf 110 und der 23. Fall für die halleschen Kommissare Schmücke und Schneider.

## Handlung
Während eines Routineeinsatzes werden die Kommissare Schmücke und Schneider Zeugen eines beginnenden Wohnungsbrandes. In einem der oberen Stockwerke des Altbaus ist ein Kind am Fenster zu sehen und so versuchen die Kommissare den Jungen zu retten. In der brennenden Wohnung angekommen, finden sie sogar zwei Kinder. Eins der beiden war jedoch schon vorher tot, der zweite Junge kann gerettet werden. Dem Ernährungszustand nach müssen die Kinder schon längere Zeit sich selbst überlassen gewesen sein.
Von einem Mieter erfährt Schmücke, dass die Mutter schon zwei Wochen nicht gesehen wurde. So wird nach Susanne Mehlhorn gefahndet, auch der Vater Sven Mehlhorn, der vor einem Jahr die Familie verlassen hat, kann nicht gefunden werden. Lediglich die Großeltern, Carola und Bernd Rosemeyer, können benachrichtigt werden. Da sie gerade erst aus ihrem zweiwöchigen Urlaub zurückgekommen sind, schockiert sie die Nachricht vom Tod ihres Enkels. Auch sie können sich das Verschwinden ihrer Tochter nicht erklären. Sie sei eine fürsorgliche Mutter und hätte ihrer Meinung nach die Kinder nie allein gelassen.
Schmücke und Schneider finden über eine Diskothek eine Spur, wonach sich Susanne mit dem Vater ihrer Kinder getroffen hat. Sven Mehlhorn ist zurzeit auf einer Baustelle in der Stadt. Dort wollen ihn die Ermittler befragen, doch Mehlhorn ergreift beim Eintreffen der Beamten die Flucht. Als Bernd Rosemeyer erfährt, dass sich seine Tochter mit ihrem Noch-Ehemann getroffen hat, beschuldigt er diesen, seiner Tochter etwas angetan zu haben. Mehlhorn kann in einer Gartenlaube ausfindig gemacht werden und leugnet, etwas mit dem Verschwinden seiner Frau zu tun zu haben. Geflohen sei er nur, weil er befürchtet habe, dass seine Gläubiger ihn gefunden hätten. Um Beweise gegen Mehlhorn zu haben, versuchen die Kommissare krampfhaft, die Mutter der Kinder zu finden. Dafür wird sogar ein Waldstück abgesucht, was zunächst keinen Erfolg bringt. Doch findet man Susanne Mehlhorn dann tot in einem alten Steinbruch. Die Untersuchung ergibt, dass sie bereits seit zwei Wochen tot ist und bei einem Verkehrsunfall starb. Trotzdem bleibt Sven Mehlhorn der Hauptverdächtige, der inzwischen einräumt, seine Frau in der Disco getroffen zu haben. Sie hätten sich gestritten und sie sei daraufhin weggerannt. Da er allerdings kein Auto, sondern nur ein Motorrad besitzt, muss der Verdacht gegen ihn fallen gelassen werden. Susanne Mehlhorn wurde auf einem Waldweg angefahren und ist mit dem Kopf auf einen Holzstapel geschlagen. Die Waldwege können nur von autorisierten Nutzern befahren werden. Dazu zählt auch der Förster Marco Schade, der zum Freundeskreis des Polizeipräsidenten gehört und derzeit als Lokalpolitiker kandidiert. Einige Indizien deuten darauf hin, dass er den Unfall verursacht hat. Nachdem sich die Beweise verdichten und er sich überführt sieht, erschießt er sich in seiner Jagdhütte. Ihm ist klar geworden, dass der Junge nicht so qualvoll hätte sterben müssen, wenn er sich zu seiner Schuld bekannt und die Leiche nicht versteckt hätte.

## Hintergrund
Mama kommt bald wieder wurde von der Saxonia Media Filmproduktion im Auftrag des MDR produziert.

## Rezeption

### Einschaltquoten
Bei der Erstausstrahlung am 7. September 2003 im Ersten wurde der Film von 7,66 Millionen Zuschauern gesehen, was einem Marktanteil von 23,4 Prozent entsprach. Bei der werberelevanten Zielgruppe der Zuschauer zwischen 14 und 49 Jahren erreichte dieser Polizeiruf 2,50 Millionen Zuschauer und damit 17,3 Prozent.

### Kritik
Tilmann P. Gangloff lobt den Polizeiruf und sein sorgfältig geschriebenes Drehbuch bei Kino.de. Er schreibt: „Geschickter als in diversen ‚Tatort‘-Filmen verknüpft Autor Lutz Schön die berufliche Ebene mit dem Privatleben der Kommissare: Schneider ist von seiner Frau vor die Tür gesetzt worden; die Ratschläge vom geschniegelten Schmücke, der dem Kollegen zum neuen Auftritt mit neuem Outfit überreden möchte, sind nicht hilfreich. Dafür bahnt sich etwas zwischen Schneider und Kriminaltechnikerin Weigand (Marie Gruber) an. Es ist ohnehin erst ihre Kleinarbeit, die den Fall immer wieder weiterbringt, wie überhaupt der gesamte, von Jürgen Bretzinger routiniert und ohne Mätzchen inszenierte Film ein Denkmal für die alltägliche Polizeiarbeit ist. Und die unterschwellige Botschaft des Films, eine Anklage gegen das Wegschauen, übermittelt Bretzinger fast beiläufig.“
Die Kritiker der Fernsehzeitschrift TV Spielfilm zeigen den Daumen nach oben und meinen: „Die Auflösung des bodenständigen Krimis ist simpel und gerade deshalb so erschreckend realitätsnah.“ Fazit: „Ein Fall, der zu oft Schlagzeilen macht.“